# Aulus Postumi Albí Regil·lensis
Aulus Postumi Albí Regil·lensis (llatí: Aulus Postumius Albinus Regillensis) va ser tribú amb potestat consolar l'any 397 aC. Pertanyia als Postumi Albí, una de les branques principals de la gens Postúmia, d'origen patrici.
Amb el seu col·lega Luci Juli va voler reunir un exèrcit contra Tarquínia, però per prohibició dels tribuns va haver de reunir un exèrcit de voluntaris, amb els quals va derrotar un grup de Tarquinis que retornaven al seu territori després de saquejar territori romà. L'any 366 aC va ser nomenat censor.